# Анг Тян II
Анг Тян ІІ (1791, Пномпень — декабрь 1834, Удонг, Кампонгспы) — король Камбоджи (1806—1834).
Полное тронное имя — Брхат Пада Самдач Брхат Раджанкария Брхат Удаяраджадхираджа Рамадипати Брхат Шри Сурияпура Парама Суриндра Маха Чакрапатиратта Параманатха Павитра Садитпен Ишвара Камбуджаратта Чау Брхат Джатха Вараварман Дамрамса Крунг Камбуджа Адипати Шри Судхана Негара Индрапати Рама Удапури Рама Уда (санскр. Brhat Pada Samdach Brhat Rajankariya Brhat Udayarajadhiraja Ramadipati Brhat Sri Suriyapura Parama Surindra Maha Chakrapatiratta Paramanatha Pavitra Sadithpen Isvara Kambujaratta Chau Brhat Jatha Varavarman Damramsa Krung Kambuja Adipati Sri Sudhana Negara Indrapati Kururajapuri Rama Uda Maha Sadhana).

## Биография
Занял трон в 1806 году в условиях усиливавшегося сиамского давления. В начале своего правления старался проводить сбалансированную внешнюю политику между Сиамом и укрепившимся к началу XIX столетия восточным соседом Камбоджи — Вьетнамом. Маневрируя между обеими державами, присягал обоим на верность как вассал. В 1811 году был отстранён от правления своими братьями — Анг Дуонгом и Анг Емом, требовавшими раздела власти в стране и поддерживаемыми сиамским королём Рамой II. В 1812 году начал с ними борьбу, однако после поражения от сиамской армии был вынужден с вьетнамским эскортом уехать во Вьетнам. В 1813 году при помощи 20-тысячной вьетнамской армии, возглавляемой маршалом Ле Ван Зуетом, возвратился в Удонг и вернул себе престол.
Сиам продолжал вести действия, дестабилизирующие обстановку в стране: в 1814 году им были захвачены три северные провинции (кхета) страны (территории современных провинций Прэахвихеа и Стынгтраенг). Видя успех сиамцев, аналогичные действия предпринял вьетнамский император Зя Лонг, поставив под административный контроль Вьетнама земли по правому берегу Меконга.
В 10—30-е годы XIX века на фоне значительно усилившихся в военном отношении Вьетнама и Сиама Камбоджа переживала период сравнительно короткого, но резкого ослабления. Причиной тому отчасти служила полоса засух, наводнений и эпидемий произошедших в данный период.
В 1831 году кхмерская армия потерпела поражение в районе города Кампонгчнанг от войск Рамы III, только что вернувшихся из Лаоса с победой над княжеством Вьентьян. В результате Удонг и Пномпень оказались в руках сиамцев и в столицу вернулись Анг Дуонг и Анг Ем. Однако, в это время в восточных провинциях происходила перегруппировка сил королевской армии, а по всей стране расширялось партизанское движение. В конце концов, Анг Тяну при поддержке 15-тысячной вьетнамской армии удалось обратить сиамцев в бегство, а сам он был восстановлен на троне после возвращения вьетнамских войск во Вьетнам. До его смерти в 1834 году отношения между Камбоджей и Вьетнамом оставались относительно стабильными.

## Наследники
У Анг Тяна II было по меньшей мере четыре жены:
1. Принцесса Теп, дочь регента Бена
2. Принцесса Крачап
3. Принцесса Пен
4. Принцесса Йос